# SMS Szent István
SMS Szent István var ett slagskepp av dreadnought-typ som tillhörde den österrikisk-ungerska marinen under första världskriget. Fartyget var det sist färdigställda i Tegetthoff-klass, som hon utgjorde tillsammans med SMS Viribus Unitis, SMS Tegetthoff och SMS Prinz Eugen. Hon var det enda örlogsfartyg vars förlisning filmades under kriget. 
Szent István var döpt efter Ungerns förste kristne kung, Stefan I. 

## Historia
Szent István kölsträcktes den 29 januari 1912 på Ganz-kompaniets varv vid Fiume i Kroatien, och var därmed det enda fartyget i klassen att byggas i den ungerska riksdelen. Hon sjösattes den 17 januari 1914, men hennes utrustande försenades av första världskrigets utbrott fyra månader senare. Fartyget levererades till flottan först den 13 december 1915.
Under större delen av kriget låg Szent István till ankars vid flottbasen Pola och lämnade sällan hamnen annat än för övningar. Den stillsamma tillvaron fick emellertid ett dramatisk avbräck den 9 juni 1918. 
Sedan Italiens inträde i kriget hade allierade sjöstridskrafter spärrat utloppet till Adriatiska havet vid Otrantosundet. Den österrikiska militärledningen var ytterst mån om att bryta blockaden för att kunna få ut sina örlogsfartyg i Medelhavet.

### Förlisning
En eskader bestående av slagskeppen Tegetthof och Szent István samt en jagare och sex torpedbåtar lämnade Pola vid 11-tiden den 9 juni. Målet för operationen var att anfalla de allierade sjöstridskrafterna vid Otrantosundet och öppna farleden för tysk och österrikisk-ungersk sjöfart. Omkring klockan 3:15 på eftermiddagen upptäckte de italienska torpedbåtarna MAS 15 och MAS 21, rökpelarna från de österrikiska fartygen. Befälhavaren över den italienska styrkan, Luigi Rizzo, beslöt sig för att gå till anfall. 

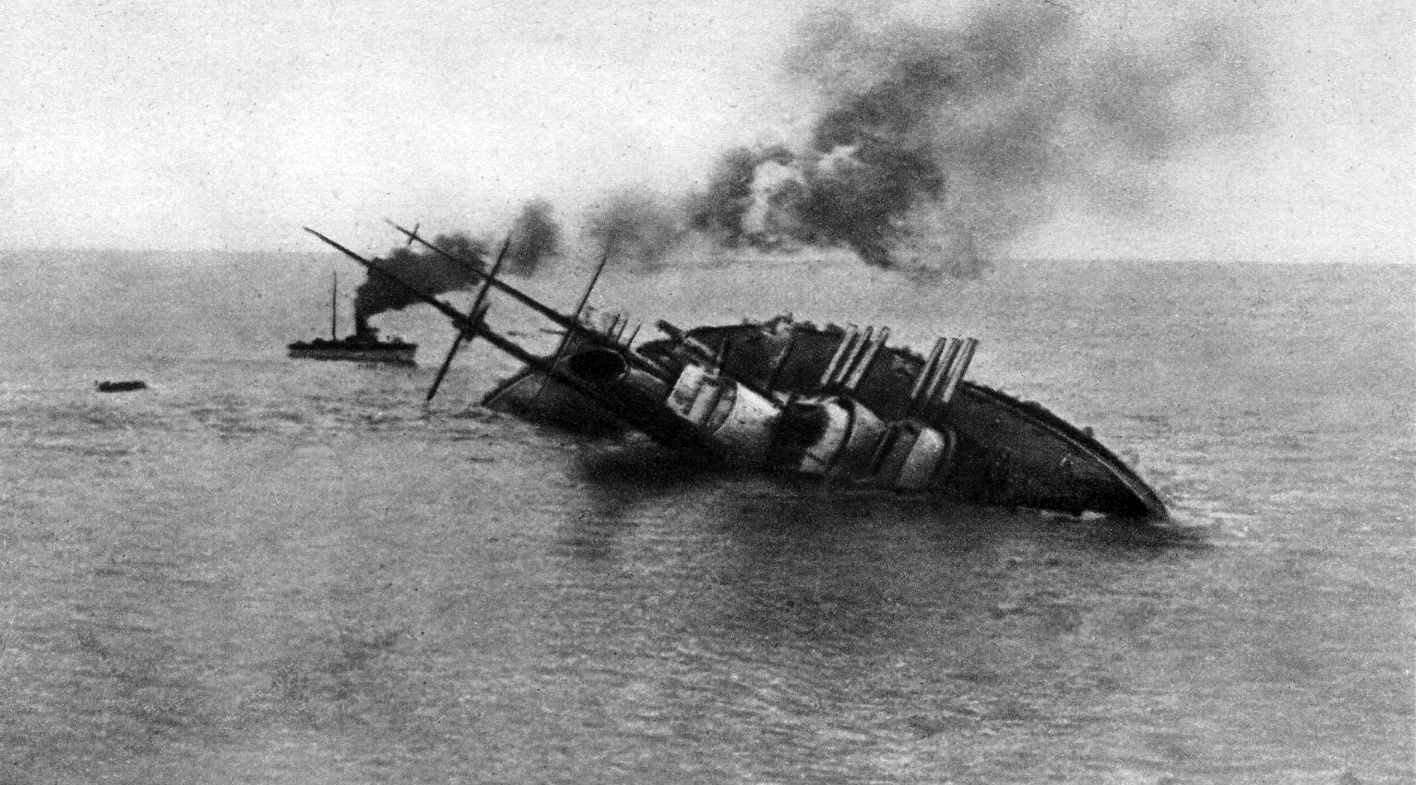
Szent István sjunker efter att ha torpederats av italienska torpedbåtar.

Torpedbåtarna lyckades ta sig förbi slagskeppens eskort och avfyrade torpeder. Tegetthoff lyckades undvika dessa men Szent István träffades av två av MAS 15:s 45 cm torpeder. Torpederna träffade fartyget intill pannrummen, vilket snart orsakade en tiogradig slagsida mot styrbord. Besättningen lyckades genom att översvämma ammunitionsmagasinen minska fartygets slagsida till 7 grader, men försök att täppa till hållen i skrovet misslyckades. 
Under tiden styrde Szent István med låg fart mot den närbelägna ön Molat. Vatten forsade emellertid fortfarande in och snart var alla pannrum utom två översvämmade. Detta slog ut strömmen till pumparna och lämnade endast tillräckligt kraft kvar för att hålla igång ljuset. Ett försök av Tegetthoff att bogsera henne fick överges då man insåg att fartyget inte längre gick att rädda. Klockan 6:05 på kvällen sjönk Szent István. Förlisningen filmades av kaptenlöjtnanten Meusburger ombord på Tegetthoff.

## Bildgalleri

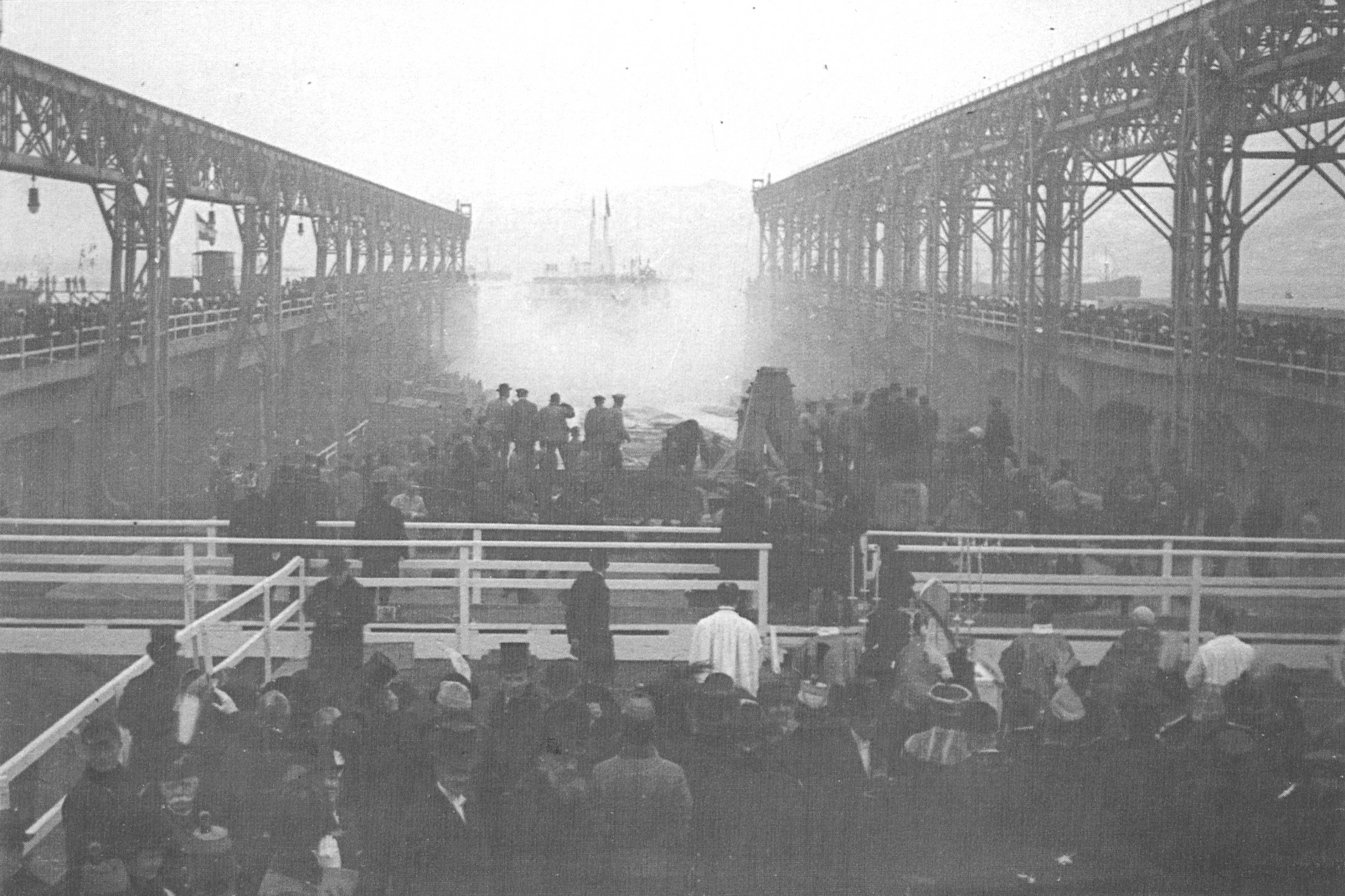
Szent István sjösätts den 17 januari 1914.
Szent Istváns förliga 30,5 cm kanoner.
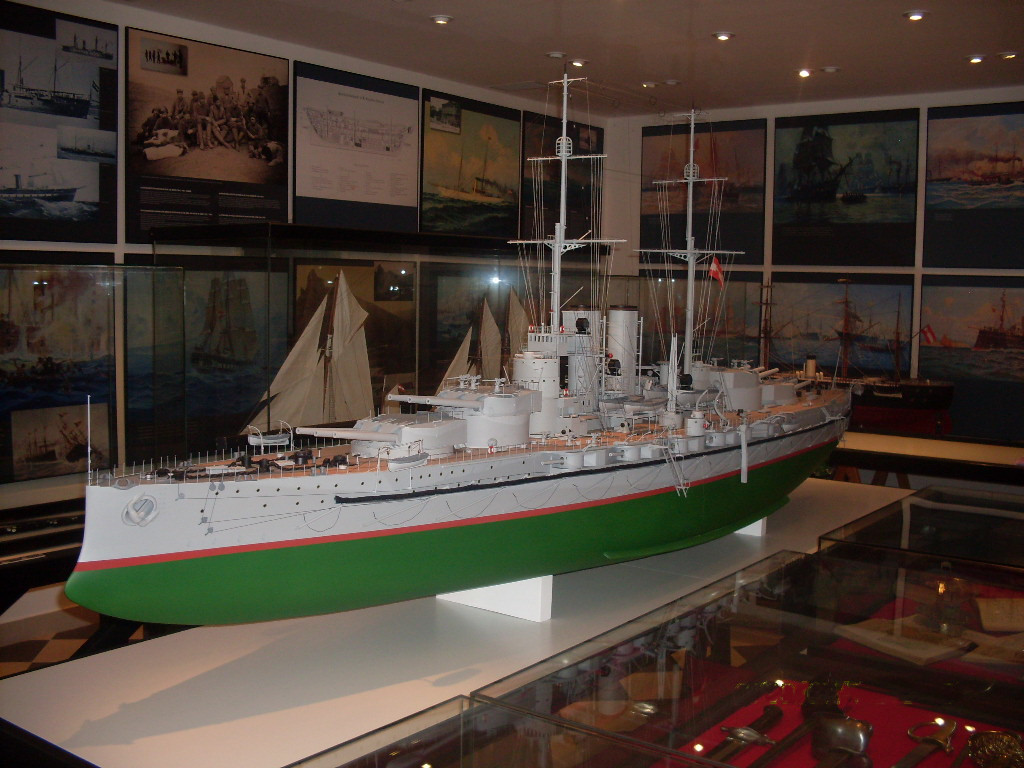
Modell av Szent István, utställd på marinmuseet i Novigrad.